# Vârful Ieșu, Munții Parâng
Ieșu (și nu Leșu cu apare greșit în unele hărți) este un vârf montan din Masivul Parâng, Carpații Meridionali, având o altitudine de 2.373 metri. Vârful Ieșu este un loc de belvedere pentru partea de vest a Munților Parâng.

## Accesibilitate
Accesul pe vârf se poate face dinspre vârful Pâcleșa (dispre vest) sau dinspre șaua Ghereșu (dinspre est) din traseul de creastă.

## Galerie foto

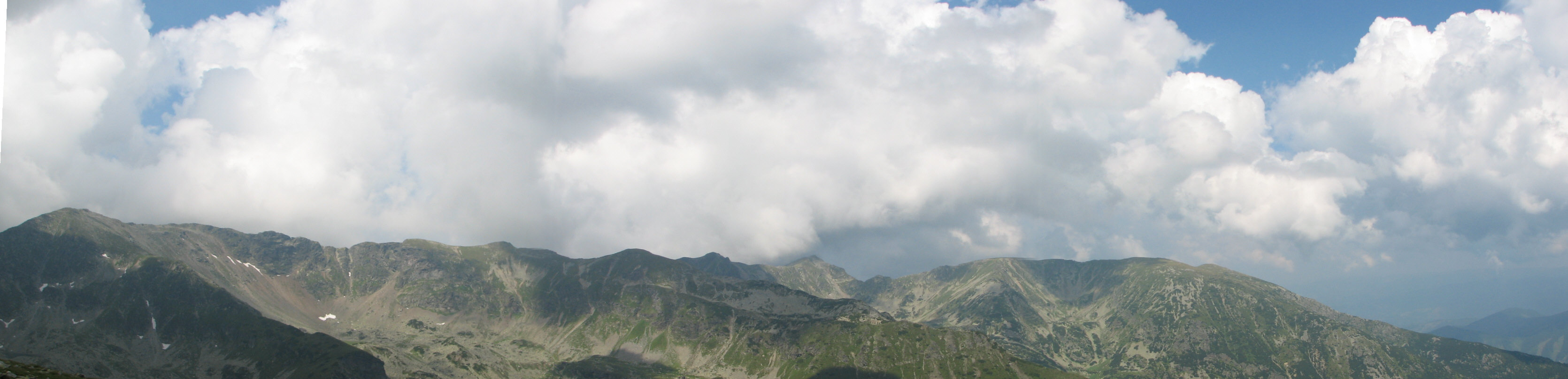
Munţii Parâng văzuţi de pe Vârful Ieşu
Vârful Ieşu
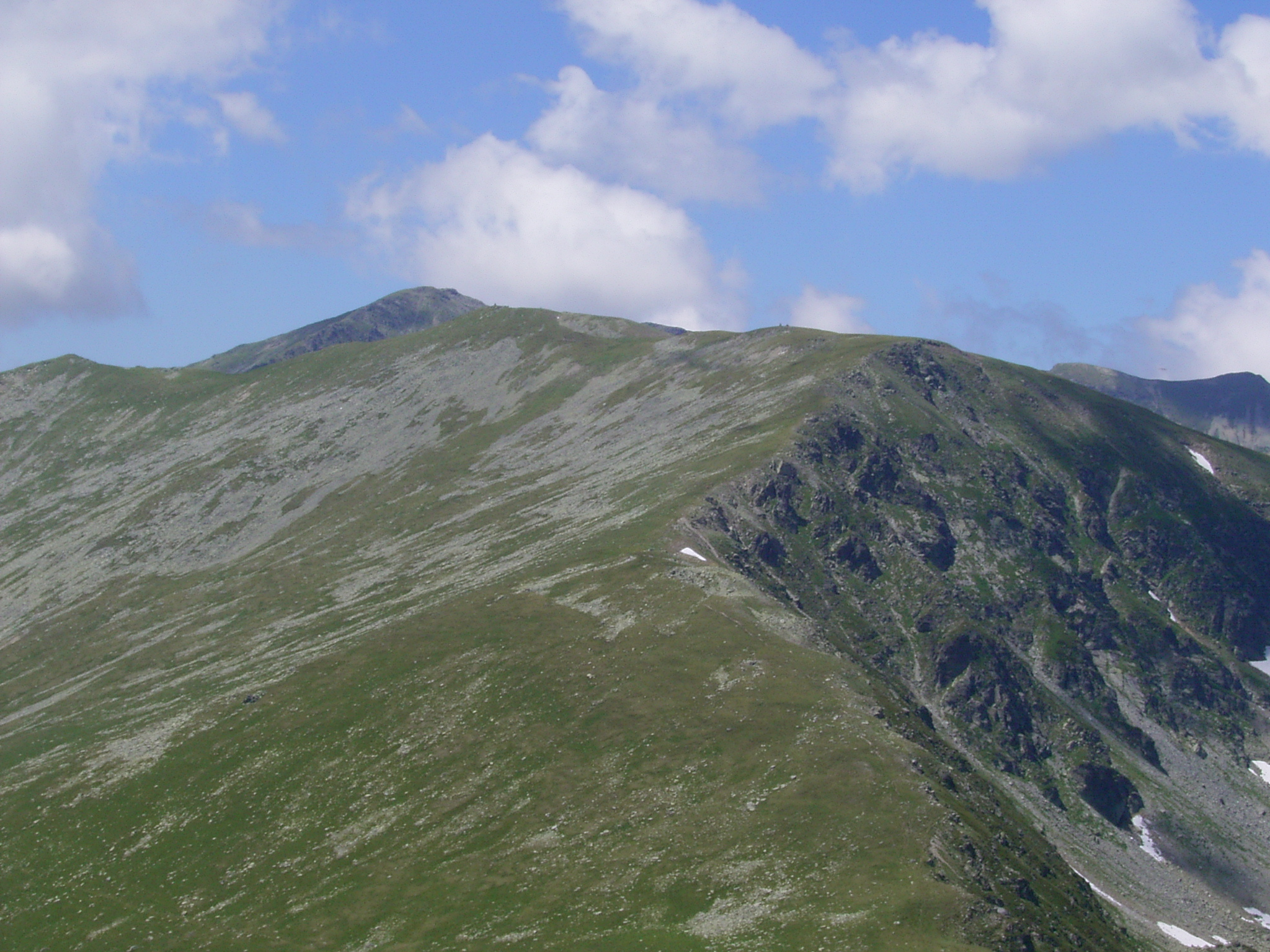
Vârfurile Ieşu şi Parângul Mare
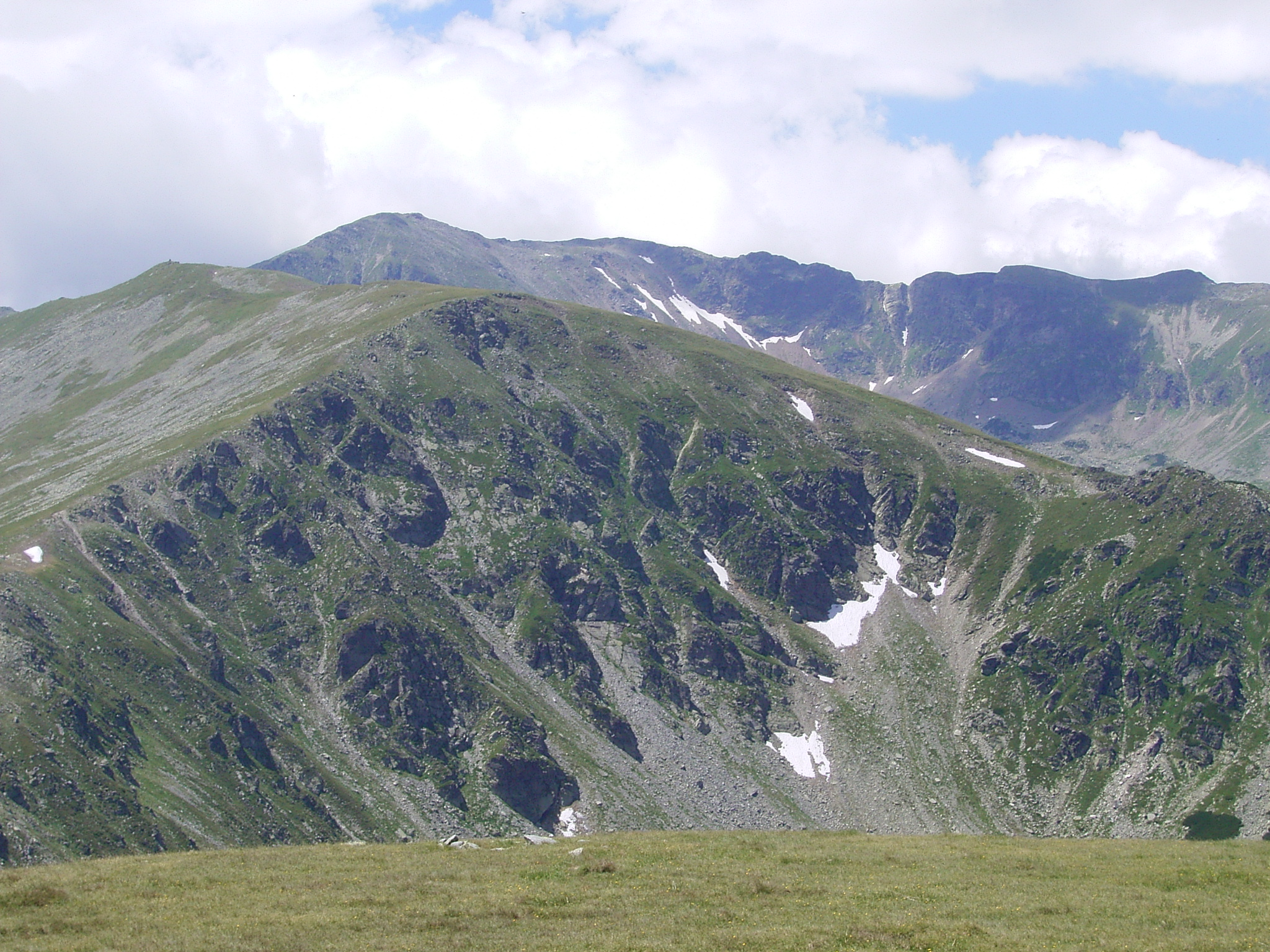
Vârfurile Ieşu, Parângul Mare şi Gemănarea
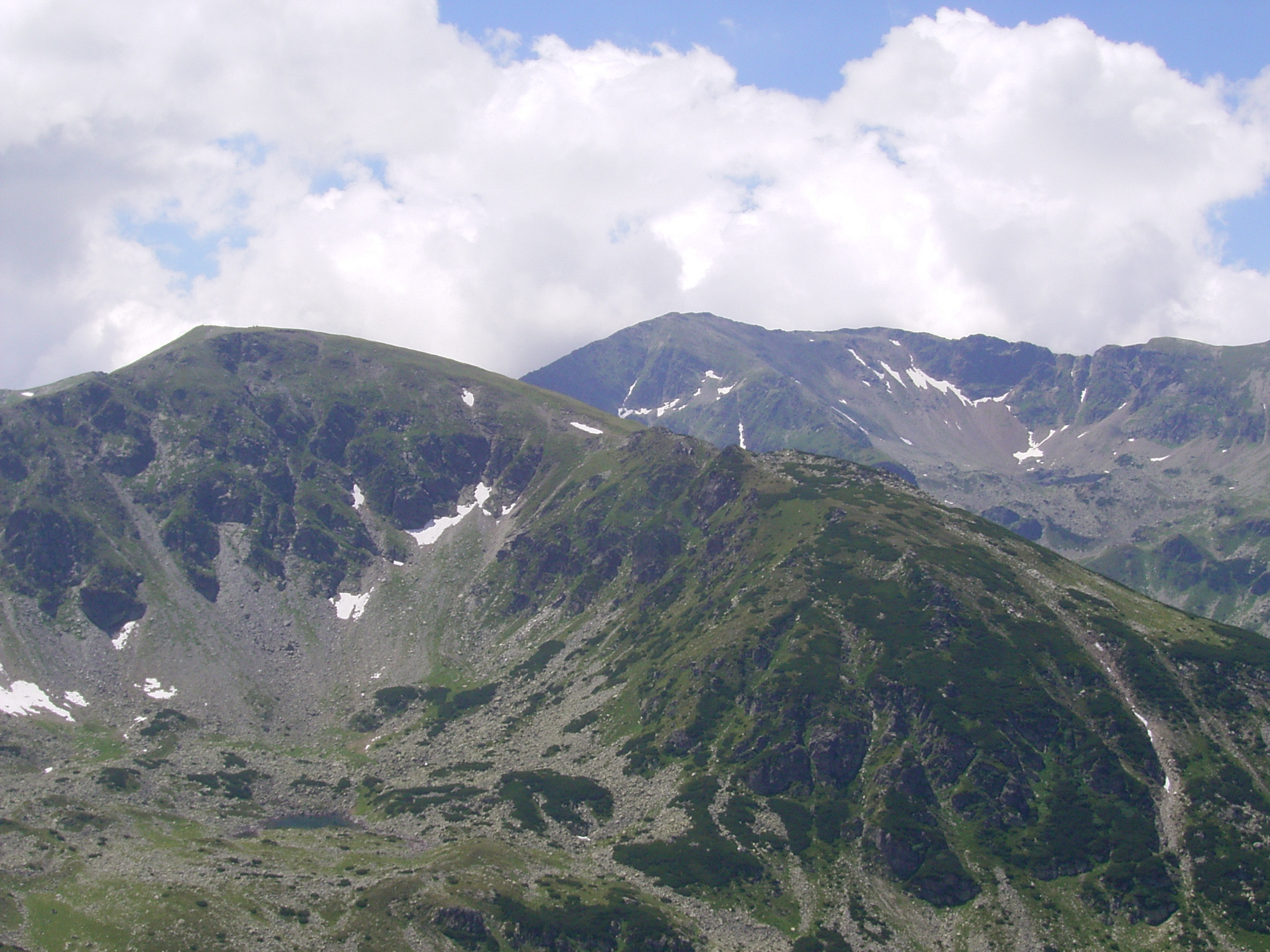
Vârfurile Ieşu şi Parângul Mare
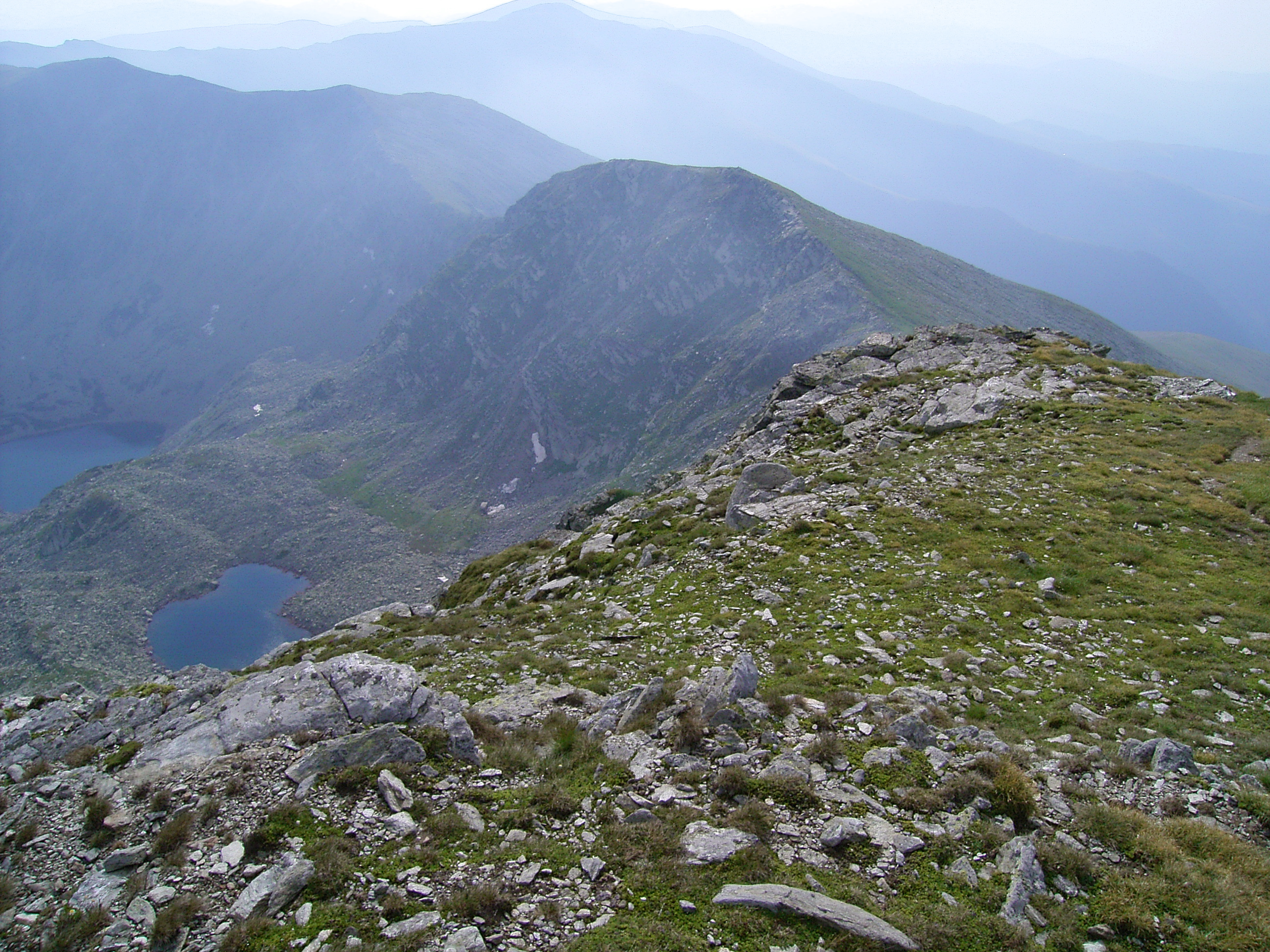
Vârfurile Gruiu, Pâcleşa şi Ieşu
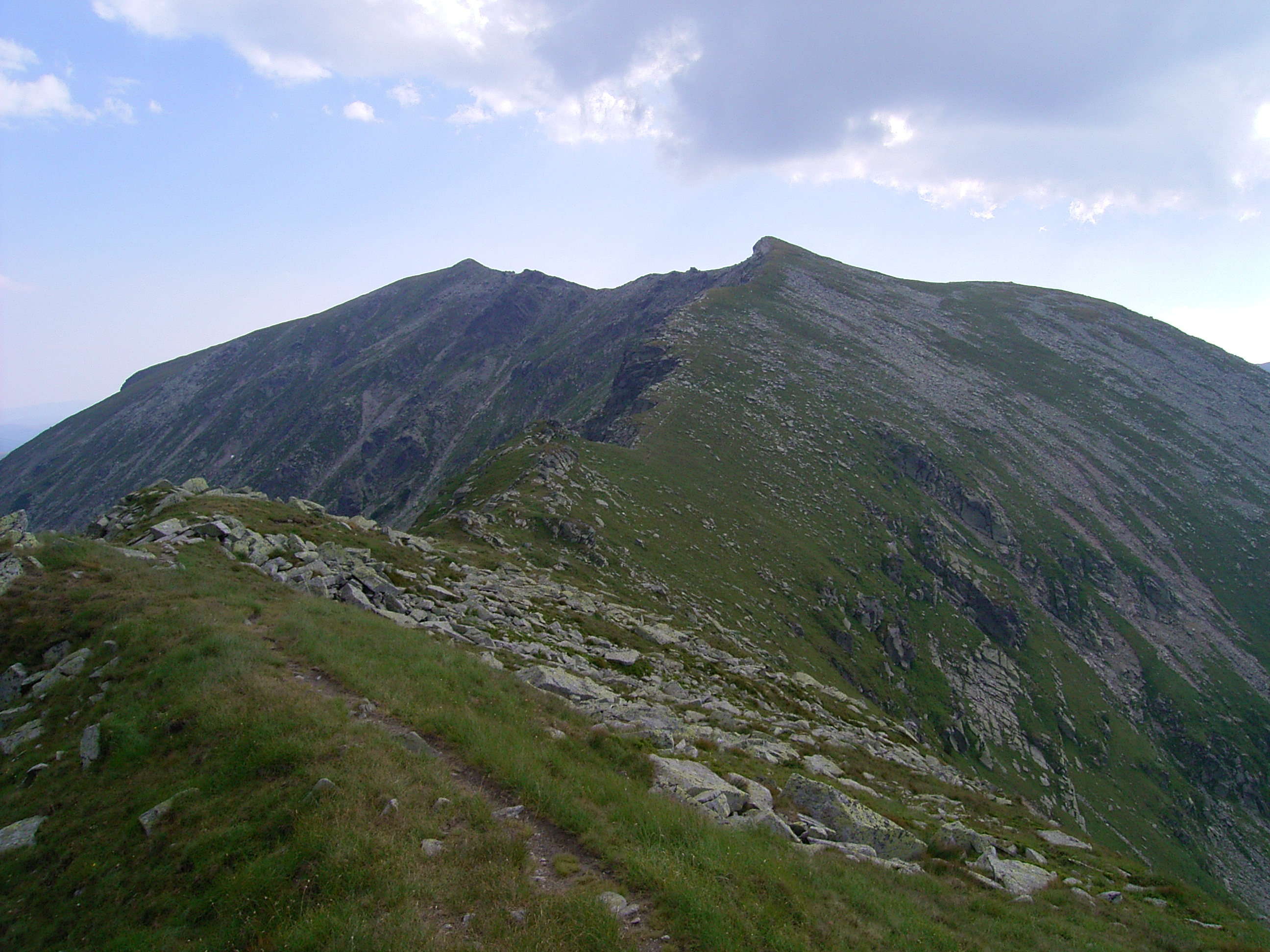
Vârfurile Pâcleşa şi Ieşu
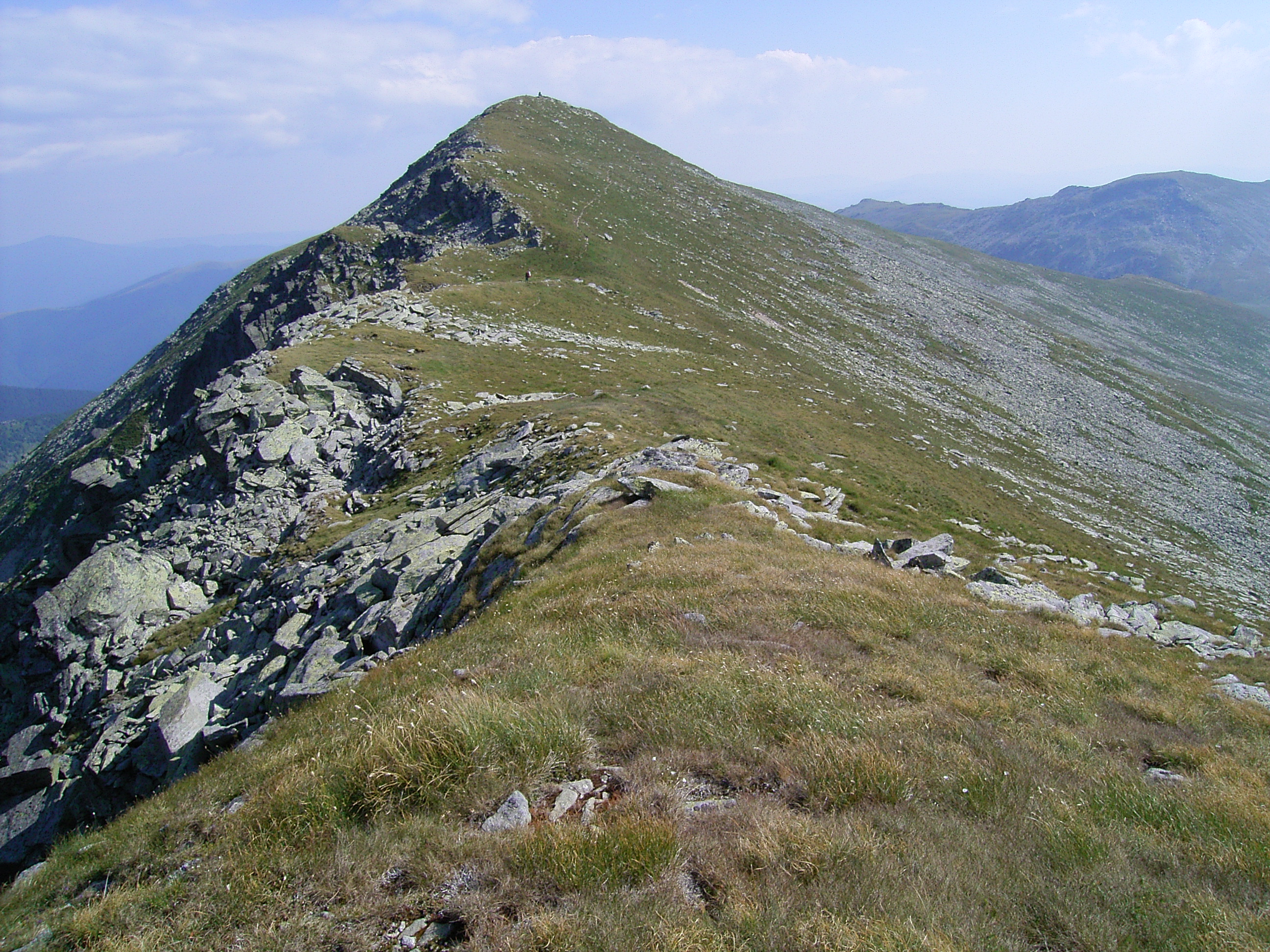
Vârful Ieşu
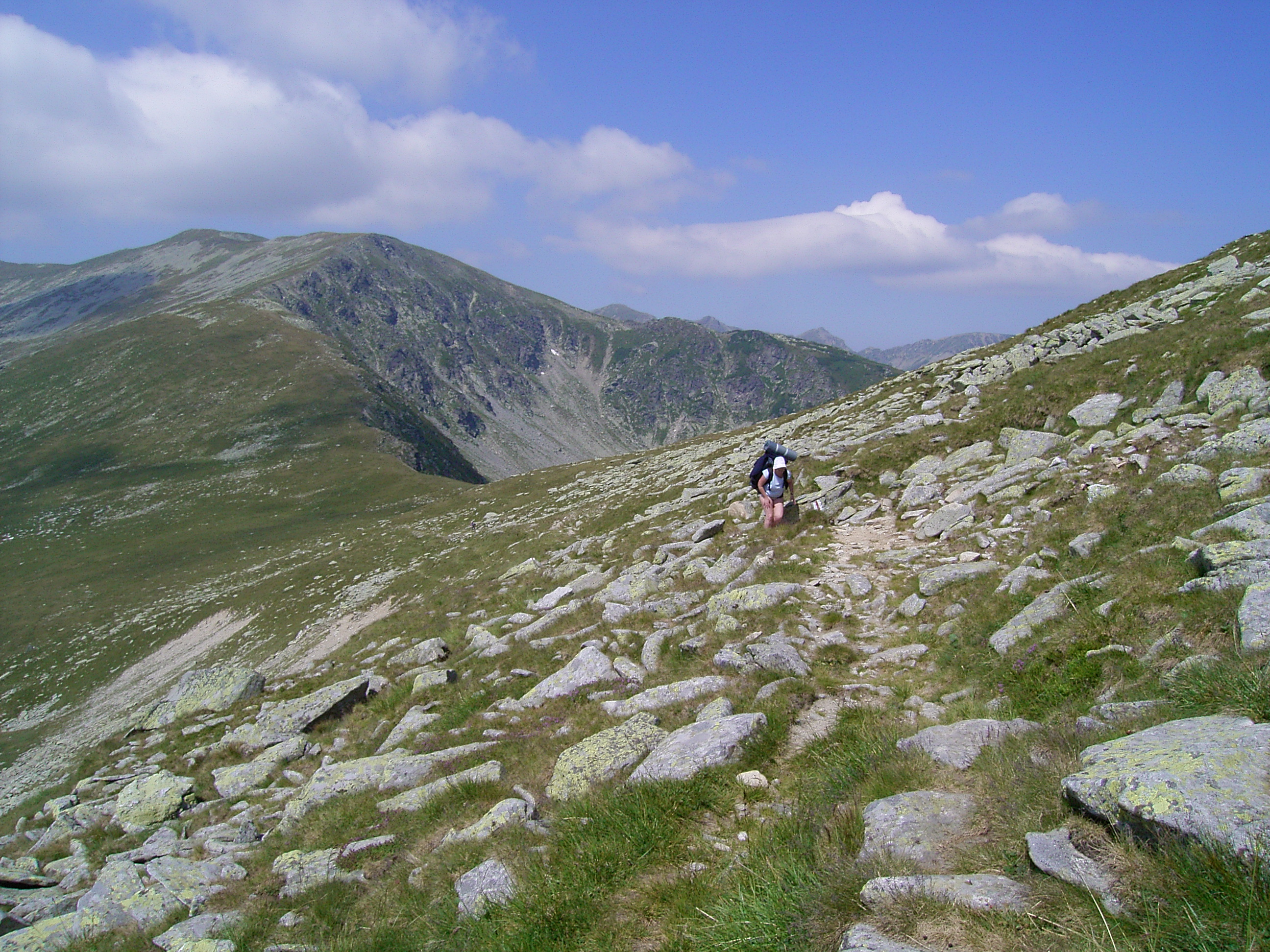
Vârful Ieşu